# Gerd Boder
Gerd Boder (* 13. Juni 1933 in Saarbrücken; † 2. Juni 1992 ebenda) war ein deutscher Komponist.

## Leben
Bereits im Alter von 5 Jahren erhielt Gerd Boder ersten Klavierunterricht bei seinem Vater. Im Zweiten Weltkrieg wurde die Familie nach Speyer evakuiert, wo er professionellen Klavierunterricht erhielt und mit der Harmonielehre sowie den kontrapunktischen Gesetzen vertraut gemacht wurde. Im Alter von 14 Jahren versuchte er sich an ersten Kompositionen.
Zwei Jahre später begann er ein Studium am 1947 gegründeten Staatlichen Konservatorium in Saarbrücken, der späteren Hochschule für Musik Saar. Danach wechselte er in das französische Poitiers an das dortige Konservatorium; mit einem Prix d'Excellence im Fach Klavier und einem Premier Prix im Fach Tonsatz schloss er sein Studium erfolgreich ab. In den Jahren 1952 bis 1954 studierte er am Conservatoire National in Paris bei Jean Rivier und Noël Gallon in den Fächern Harmonie, Komposition und Kontrapunkt. 1955 kehrte er an das Saarbrücker Konservatorium zurück und machte dort mit Auszeichnung sein Abschlussexamen in den Fächern Dirigieren und Komposition (Musik); letzteres studierte er bei Heinrich Konietzny. Drei Jahre lang erlernte Boder zusätzlich das Paukenspiel, um sich auch als Orchestermusiker eine wirtschaftliche Basis sichern zu können. Kurzfristig arbeitete er nach seinen Examina als Musiklehrer an einem Gymnasium und am Lehrerbildungsseminar im saarländischen Lebach.
Nachdem er im Jahr 1961 den Preis der Villa Massimo (Rom) erhalten hatte, gelang ihm der Durchbruch als Komponist. Während seines Rom-Aufenthaltes heiratete er seine Frau Ursel und lebte mit ihr weitere drei Jahre in der italienischen Hauptstadt, in der er als freischaffender Komponist tätig war. Von Rom aus siedelte er mit seiner Familie 1964 ins westfälische Körbecke (Möhnesee), wo er eine längere kreative Schaffensphase durchlief. In den 70er Jahren geriet Boder in eine tiefe psychische Krise, aus der er sich bis zu seinem Tod nicht mehr befreien konnte. Er zog ohne seine Familie und mittellos zurück nach Saarbrücken, wo er vergeblich hoffte, eine Anstellung als Musiklehrer zu finden, und wo er nach langer Krankheit vereinsamt in einem Pflegeheim starb.

## Œuvre
Boder galt in jungen Jahren als große Hoffnung der Neuen Musik. Sein Œuvre umfasst etwa 180 Kompositionen. Weiterhin schrieb er Tausende Notenblätter als Skizzen oder Versuche. Dennoch vergab er nur 72 Opuszahlen, da etliche Stücke Gelegenheitsarbeiten waren oder nicht seinen eigenen extrem hohen Ansprüchen genügten. Die meisten Kompositionen stammen aus seiner produktivsten Phase, von etwa 1955 bis 1975.
Beeinflusst wurde Boder in erster Linie von Béla Bartók und Alban Berg. Er komponierte in fast allen musikalischen Genres, lediglich im Opernbereich fühlte er sich nicht zu Hause. Der Großteil seiner Werke ist im Landesarchiv Saarbrücken überliefert.

## Preise und Ehrungen
- 1963 und 1968: Stuttgarter Förderpreis für Junge Komponisten
- 1963 Prix de Composition Prince Pierre de Monaco
- 1976 Kunstpreis des Saarlandes, wichtigster Kulturpreis des Bundeslandes